# Liste der denkmalgeschützten Objekte in Au am Leithaberge
Die Liste der denkmalgeschützten Objekte in Au am Leithaberge enthält die 6 denkmalgeschützten, unbeweglichen Objekte der Gemeinde Au am Leithaberge.

## Denkmäler
| Foto |                 | Denkmal                                                                  | Standort                                                                   | Beschreibung | Metadaten |
| ---- | --------------- | ------------------------------------------------------------------------ | -------------------------------------------------------------------------- | --- | --- |
| ja   | Datei hochladen | Pietà HERIS-ID: 14831 Objekt-ID: 11069                                   | nördlich Friedhofgasse 4, am Ortsfriedhof Standort KG: Au am Leithagebirge | Die Pietà am Friedhof wurde vermutlich im zweiten Viertel des 18. Jahrhunderts errichtet. | BDA-Hist.: Q37766093 Status: § 2a Stand der BDA-Liste: 2025-06-30 Name: Pietà GstNr.: 2382/1                                                  |
| ja   | Datei hochladen | Pest-/Dreifaltigkeitssäule HERIS-ID: 14827 Objekt-ID: 11065              | Hauptplatz 2, östlich gegenüber Standort KG: Au am Leithagebirge           | Die Pest-/Dreifaltigkeitssäule am Hauptplatz wurde 1829 von den ortsansässigen Thomas und Barbara Wesdin aus Dankbarkeit für das Erlöschen aber auch für die Verschonung von der Cholera errichtet; 1983 renoviert.                                                 | BDA-Hist.: Q37766071 Status: § 2a Stand der BDA-Liste: 2025-06-30 Name: Pest-/Dreifaltigkeitssäule GstNr.: 2554/2                             |
| ja   | Datei hochladen | Kath. Pfarrkirche hl. Nikolaus HERIS-ID: 14828 Objekt-ID: 11066          | südlich Hauptplatz 4 Standort KG: Au am Leithagebirge                      | Die in neoromanischen und neogotischen Formen ausgeführte Kirche, dem Nikolaus von Myra geweiht, wurde 1876 nach den Plänen von Architekt Ludwig Wächtler (1842–1916) unter Einbeziehung von Teilen des mittelalterlichen Vorgängerbaus errichtet.                  | BDA-Hist.: Q24083964 Status: § 2a Stand der BDA-Liste: 2025-06-30 Name: Kath. Pfarrkirche hl. Nikolaus GstNr.: 117 Au am Leithaberge Church   |
| ja   | Datei hochladen | Fundzone Kraut- und Morkengärten HERIS-ID: 86630 Objekt-ID: 100948       | Hoferstraße 18, bei Standort KG: Au am Leithagebirge                       | In der Flur Kraut- und Morkengärten hinter dem Ortsfriedhof wurden unter anderem Reste einer jungsteinzeitlichen Grube sowie Funde aus der Römerzeit freigelegt. | BDA-Hist.: Q37716226 Status: Bescheid Stand der BDA-Liste: 2025-06-30 Name: Fundzone Kraut- und Morkengärten GstNr.: 2836, 2840/1, 2845, 2846 |
| ja   | Datei hochladen | Figurenbildstock, Schmerzensmutter HERIS-ID: 14834 Objekt-ID: 11072      | westlich Untere Hauptstraße 21 Standort KG: Au am Leithagebirge            | Die Statue der Schmerzensmutter (nach Angaben der Gemeinde der hl. Lucia von Syrakus), mit auf der Brust gekreuzten Armen und einem im Herzen steckenden Dolch, stand ursprünglich am Ortsende und wurde später an ihren Standort gegenüber vom Lagerhaus versetzt. | BDA-Hist.: Q37766180 Status: § 2a Stand der BDA-Liste: 2025-06-30 Name: Figurenbildstock, Schmerzensmutter GstNr.: 279/3                      |
| ja   | Datei hochladen | Figurenbildstock Säule zum Guten Hirten HERIS-ID: 21224 Objekt-ID: 17542 | Standort KG: Au am Leithagebirge                                           | Bezeichnet mit 1754 wurde der Figurenbildstock 1953 durch die Waldgenossenschaft des Ortes und 2001 abermals renoviert. | BDA-Hist.: Q37860264 Status: Bescheid Stand der BDA-Liste: 2025-06-30 Name: Figurenbildstock Säule zum Guten Hirten GstNr.: 2508              |